# Chandler Jones
Chandler James Jones (27 de fevereiro de 1990) é um jogador profissional estadunidense de futebol americano que joga na posição de defensive end e atualmente joga pelo Las Vegas Raiders na National Football League (NFL).

## Biografia
Jones assistiu à preparatória da Union-Endicott High School em Endicott, Nova Iorque, onde praticou futebol americano. Ao finalizar a preparatória, foi considerado como um atleta duas estrelas na posição de tight end pelo site Rivals.com.
Posteriormente, frequentou a Universidade de Syracuse onde jogou com os Syracuse Orange desde 2008 até 2011. Após não jogar como estudante de primeiro ano em 2008, apareceu em 12 jogos como estudante de segundo ano, onde registou 52 tackles e 1.5 capturas (sacks). Como júnior em 2010, registou 57 tacleadas totais, quatro capturas, quatro passes defendidos e três bolas soltas forçados. Em seu último ano em 2011, jogou em sozinho sete jogos devido a uma lesão, mas ainda assim foi eleito à equipa All-Big East depois de registar 39 tacleadas e 4.5 capturas.
O 30 de dezembro de 2011, Jones anunciou que entraria no NFL Draft de 2012.

## Carreira profissional

### New England Patriots
Jones foi selecionado pelos New England Patriots na primeira rodada do NFL Draft de 2012 através da assinatura de um contrato com um valor de $8.17 milhões.
Como novato, Jones foi incluído na equipe titular como asa defensive end, e jogou num total de 14 encontros onde registou 45 tackles, seis capturas, cinco passes defendidos e três bolas soltas forçados.
Em 2013, Jones foi titular nos 16 jogos da temporada e registou 79 tackles, 11.5 capturas, uma bola solta forçado e outro recuperado o qual o garantiu para um touchdown.
Em 2014, Jones jogou em sozinho 10 encontros e registou 43 tackles e seis capturas. Em postemporada, ajudou aos Patriots a ganhar o Super Bowl XLIX ante os Seattle Seahawks por marcador de 28-24.
Em 2015, liderou à equipa com 12.5 capturas e registou a primeira interceptação de sua carreira, pelo que foi seleccionado a seu primeiro Pro Bowl.

### Arizona Cardinals
O 15 de março de 2016, Jones foi trocado aos Arizona Cardinals a mudança de Jonathan Cooper e uma selecção de segunda rodada no Draft da NFL de 2016. Em 2016, iniciou os 16 jogos da temporada com os Cardinals como linebacker e registou 49 tackles, 11 capturas, três passes defendidos e quatro bolas soltas forçados.
Em 27 de fevereiro de 2017, os Cardinals colocaram a etiqueta de franquia não exclusiva em Jones. O 10 de março de 2017, assinou uma extensão de contrato por cinco anos e $82.5 milhões com a equipa. O 19 de dezembro de 2017, foi nomeado a seu segundo Pro Bowl, e terminou a temporada liderando une-a com 17 capturas, o que estabeleceu um novo recorde para a franquia dos Cardinals. Ao finalizar a temporada foi nomeado à primeira equipa All-Pro.
Em 2018, Jones foi transferido para a posição defensive end quando o novo treinador em chefe dos Cardinals, Steve Wilks, implementou uma defesa 4-3. Na Semana 5, Jones registou uma captura, um passe defendido, três tacleadas para perda de yardas, uma bola solta forçado e uma bola recuperada na vitória por 28-18 sobre os San Francisco 49ers, o que lhe valeu ser nomeado como o Jogador Defensivo da Semana da NFC. Terminou a temporada com 49 tackles, 13 capturas, quatro defensives end e três fumbles. Suas 13  pontuações no movimento de quaterback sack garantiu a liderança da equipe e ocupou o sétima posição.  
Em 2019, Jones encerrou a temporada com 53 tacleadas e estabeleceu recordes com 19 capturas (sacks), fumbles forçados com 8, fumbles retrieved com 3, e desvios de passe com 5. Ao final da temporada foi nomeado a seu terceiro Pró Bowl e por segunda ocasião à primeira equipe All-Pro. Também foi finalista para o prêmio de Jogador Defensivo do Ano da NFL.
O 6 de abril de 2020, Jones foi anunciado como um dos seis linebackers da equipe All-Decade de 2010-2019, junto a Luke Kuechly, Khalil Mack, Von Miller, Bobby Wagner e Patrick Willis.
Na Semana 5 da temporada 2020, Jones sofreu uma lesão no bíceps e foi colocado na lista de reservas em 15 de outubro de 2020. Finalizou a temporada com sozinho 11 tackles e uma captura em cinco jogos.
Em 2021, Jones conquistou cinco capturas jogando contra os Tennessee Titans na Semana 1, nivelando a marca de franquia dos Arizona Cardinals. Na Semana 11, Jones obteve quatro tackles, duas capturas e uma bola solta forçado na vitória por 23-13 sobre os Seattle Seahawks, o que lhe rendeu o prêmio de Jogador Defensivo da da NFC por segunda vez no ano. Terminou a temporada segundo na equipa com um total de 10.5 capturas, 41 tackles, quatro passes deflections e seis fumbles forçados. 

### Las Vegas Raiders
Em 17 de março de 2022, Jones assinou um contrato de três anos e US$51 milhões com o time Las Vegas Raiders.

## Estatísticas gerais
|  | Selecionado ao Pro Bowl |

| Ano   | Equipe | Jogos | Jogos | Tacleadas | Tacleadas | Tacleadas | Tacleadas | Interceptações | Interceptações | Interceptações | Interceptações | Interceptações | Interceptações | Fumbles | Fumbles | Fumbles | Fumbles |
| Ano   | Equipe | GP    | GS    | Comb      | Total     | Ast       | Sck       | PDef           | Int            | Yds            | Avg            | Lng            | TDs            | FF      | FR      | Yds     | TDs     |
| ----- | ------ | ----- | ----- | --------- | --------- | --------- | --------- | -------------- | -------------- | -------------- | -------------- | -------------- | -------------- | ------- | ------- | ------- | ------- |
| 2012  | NE     | 14    | 13    | 45        | 24        | 21        | 6.0       | 4              | --             | --             | --             | --             | --             | 3       | 0       | --      | --      |
| 2013  | NE     | 16    | 16    | 79        | 40        | 39        | 11.5      | 0              | --             | --             | --             | --             | --             | 1       | 1       | 0       | 1       |
| 2014  | NE     | 10    | 8     | 43        | 30        | 13        | 6.0       | 2              | --             | --             | --             | --             | --             | 2       | 1       | 0       | 0       |
| 2015  | NE     | 15    | 15    | 44        | 31        | 13        | 12.5      | 2              | 1              | 0              | 0.0            | 0              | 0              | 4       | 0       | --      | --      |
| 2016  | ARI    | 16    | 16    | 49        | 38        | 11        | 11.0      | 3              | --             | --             | --             | --             | --             | 4       | 2       | 0       | 0       |
| 2017  | ARI    | 16    | 16    | 59        | 52        | 7         | 17.0      | 3              | --             | --             | --             | --             | --             | 2       | 0       | --      | --      |
| 2018  | ARI    | 16    | 16    | 49        | 38        | 11        | 13.0      | 4              | --             | --             | --             | --             | --             | 3       | 1       | 0       | 0       |
| 2019  | ARI    | 16    | 16    | 53        | 42        | 11        | 19.0      | 5              | --             | --             | --             | --             | --             | 8       | 3       | 0       | 0       |
| 2020  | ARI    | 5     | 5     | 11        | 5         | 6         | 1.0       | 0              | --             | --             | --             | --             | --             | 0       | 1       | 0       | 0       |
| 2021  | ARI    | 15    | 15    | 41        | 31        | 10        | 10.5      | 4              | --             | --             | --             | --             | --             | 6       | 1       | 1       | 0       |
| Total | Total  | 139   | 136   | 473       | 331       | 142       | 107.5     | 27             | 1              | 0              | 0.0            | 0              | 0              | 33      | 10      | 1       | 1       |